# Loïc Bessilé
Loïc Bessilé (* 19. Februar 1999 in Toulouse) ist ein togoisch-französischer Fußballspieler, der bei USL Dunkerque unter Vertrag steht und togoischer Nationalspieler ist.

## Karriere

### Verein
Bessile begann seine fußballerische Karriere bei diversen Fußballvereinen in Toulouse. 2009 wechselte er dann zum FC Toulouse, wo er bis 2016 ausschließlich in der Jugend spielte. Am 28. Mai 2016 (25. Spieltag) debütierte er für die Zweitmannschaft gegen Aurillac Arpajon bei einem 3:3. In der Saison kam er zu einem weiteren Einsatz. In der Folgesaison stand er bereits 16 Mal auf dem Platz und in der Saison darauf 15 Mal, wobei er einen Treffer erzielte. 2018/19 stand er 20 Mal in der National 3 auf dem Feld und stand außerdem dreimal im Kader der Profis. Nach der Saison wechselte er zum Ligakonkurrenten Girondins Bordeaux, ohne jemals für die Profis von Toulouse gespielt zu haben. Auch bei Bordeaux konnte er bis jetzt nur in der zweiten Mannschaft spielen. Allerdings stand er in der aktuellen Saison 2020/21 zweimal im Kader der Ligue 1.
Am 23. Mai 2021 (38. Spieltag) debütierte er gegen Stade Reims bei einem 2:1-Sieg in der Ligue 1, als er über die vollen 90 Minuten in der Innenverteidigung aufgeboten war.
Ende August wechselte er ablösefrei in die belgische Division 1A zu Sporting Charleroi, wo er für eine Laufzeit von zwei Jahren unterschrieb. Sein Vereinsdebüt gab er am 12. September 2021 (7. Spieltag) bei einem 3:2-Auswärtssieg gegen KAA Gent, nachdem er 68. Minute ins Spiel kam. Sein erstes Tor schoss er bei seinem ersten Startelfeinsatz bei einem 2:1-Sieg über Cercle Brügge. In seiner ersten Saison wurde er bei 21 von 34 möglichen Ligaspielen eingesetzt, bei denen er zwei Tore schoss, sowie einem Pokalspiel. In der Saison 2022/23 bestritt er 12 von 23 Ligaspielen mit einem Tor und wiederum einem Pokalspiel. Ab Mitte Oktober 2022 wurde er nicht mehr in der ersten Mannschaft eingesetzt. Im Januar 2023 bestritt er drei Ligaspiele für die U 23-Mannschaft, die in der 1. Division Amateure spielt.
Ende Januar 2023 wurde er vom Ligakonkurrenten KAS Eupen für den Rest der Saison ausgeliehen. Bessilé bestritt für Eupen 8 von 12 möglichen Ligaspielen. In der Saison 2023/24 gehörte er wieder zum Kader von Charleroi, wurde aber bei keinem Spiel eingesetzt.
Mitte Dezember 2023 wechselte er mit Wirkung zur Öffnung des Transferfensters mit Beginn des neuen Jahres zum französischen Zweitligisten USL Dunkerque, bei dem er einen Vertrag bis zum Ende der Saison 2024/25 unterschrieb.

### Nationalmannschaft
Bessile spielte bislang 16 Mal für diverse Juniorenmannschaften der FFF. Allerdings debütierte er am 12. Oktober 2020 in einem Testspiel gegen den Sudan für die A-Nationalmannschaft Togos. Insgesamt kam er 2020 in diesem und einem Afrika-Cup-Qualifikations-Spiel zum Einsatz. Nachdem er 2021 nur ein Länderspiel bestritten hatte, gehörte er ab März 2022 zum Stammkader des Nationalteams.